# Федораєвка
Федораєвка (рос. Федораевка) — село в Шегарському районі Томської області Росії. Входить до складу Північного сільського поселення.

## Історія
Село було засноване у 1832 році (за іншими даними — в 1808 році). У «Списку населених місць Російської імперії» 1868 року видання населений пункт згадується як займанщина Федоряєвська (Федораєва) Томського округу (4-ї ділянки) при річці Шегарці, розташована в 140 верстах від губернського міста Томська. У займанщині було 48 дворів і проживало 249 осіб (125 чоловіків та 124 жінки).Станом на 1911 рік село Федораєва Займанщина входила до складу Бобарикінської волості Томського повіту. Населення на той період становило 234 людини. У 1920 році в займанщині, що відносилася до Ніколаєвського сільського товариства Монастирської волості, налічувалося 63 двори і проживало 327 осіб.За даними 1929 року в селі Федораєвка було 81 господарство і проживало 428 осіб (в основному росіяни). Адміністративно село було центром Федораєвської сільради Кривошиїнського району Томського округу Сибірського краю. У нині неіснуючу Федораєвську сільраду входили також виселок Скачок, виселок Герой і селище Лопушинський.

## Географія
Село знаходиться в південній частині області на правому березі річки Шегарка, на відстані приблизно 37 кілометрів (по прямій) на північний захід від села Мельниково, адміністративного центру району. Абсолютна висота — 106 метрів над рівнем моря.

## Населення
Населення — 125 осіб (2010; 145 у 2002).
Національний склад (станом на 2002 рік):
- росіяни — 97 %

## Інфраструктура
В селі функціонує будинок культури.

## Вулиці
Вулична мережа села складається з 4 вулиць:
- Набережна
- Озерна
- Трактова
- Центральна